# Ruder-Weltmeisterschaften 2019
Die Ruder-Weltmeisterschaften 2019 fanden vom 25. August bis 1. September 2019 auf der Regattastrecke Linz-Ottensheim bei Ottensheim in Österreich statt.
Bei den Meisterschaften wurden 29 Wettbewerbe ausgetragen, davon jeweils zehn für Männer und Frauen sowie neun für Pararuderer beider Geschlechter. Teilnahmeberechtigt war eine Mannschaft je Wettbewerbsklasse aus allen 155 Mitgliedsverbänden des Weltruderverbandes. Eine Qualifikationsregatta existierte nicht.
Im Vorfeld der Weltmeisterschaften kam es am 21. August gegen 13 Uhr auf der Regattastrecke im Trainingsbetrieb zu einem Unfall, bei dem der 33-jährige belarussische Pararuderer Dmitrij Ryschkewitsch verstarb. Er war zuvor gekentert und konnte nicht schnell genug gerettet werden. Ryschkewitsch sollte im PR1-Einer der Männer starten und war zuvor bereits zweimal als Pararuderer bei Weltmeisterschaften am Start.

## Ausgeschriebene Wettbewerbe
Die A-Finals wurden an drei Tagen ausgefahren (Stand: 28. Juli 2019). Am Freitag, den 30. August, wurden zunächst die 11 nichtolympischen bzw. nichtparalympischen Bootsklassen, am Samstag, den 31. August, sowie Sonntag, den 1. September, schließlich die 14 olympischen und 4 paralympischen Bootsklassen ausgefahren.
| Frauen           | Männer           | Pararudern               |
| ---------------- | ---------------- | ------------------------ |
| Einer            | Einer            | PR1-Einer (Frauen)       |
| LGW-Einer        | LGW-Einer        | PR1-Einer (Männer)       |
| Doppelzweier     | Doppelzweier     | PR2-Einer (Frauen)       |
| LGW-Doppelzweier | LGW-Doppelzweier | PR2-Einer (Männer)       |
| Doppelvierer     | Doppelvierer     | PR2-Doppelzweier (Mixed) |
| LGW-Doppelvierer | LGW-Doppelvierer | PR3-Doppelzweier (Mixed) |
| Zweier ohne      | Zweier ohne      | PR3-Zweier ohne (Männer) |
| LGW-Zweier ohne  | LGW-Zweier ohne  | PR3-Zweier ohne (Frauen) |
| Vierer ohne      | Vierer ohne      | PR3-Vierer mit (Mixed)   |
| Achter           | Achter           |                          |

## Ergebnisse
Hier sind die Medaillengewinner aus den A-Finals aufgelistet. Diese waren mit sechs Booten besetzt, die sich über Vor- und Hoffnungsläufe sowie Viertel- und Halbfinals für das Finale qualifizieren mussten. Die Streckenlänge betrug in allen Läufen 2000 Meter.

### Männer
| Bootsklasse                                  | Gold | Gold    | Silber | Silber  | Bronze | Bronze  |
| -------------------------------------------- | --- | ------- | --- | ------- | --- | ------- |
| Einer (M1x)                                  | Deutschland Oliver Zeidler | 6:44,55 | Dänemark Sverri Sandberg Nielsen | 6:44,58 | Norwegen Kjetil Borch | 6:44,84 |
| Leichtgewichts-Einer (LM1x)                  | Italien Martino Goretti | 6:59,48 | Ungarn Péter Galambos | 7:02,37 | Australien Sean Murphy | 7:04,55 |
| Doppelzweier (M2x)                           | Volksrepublik China Liu Zhiyu Zhang Liang | 6:05,68 | Irland Philip Doyle Ronan Byrne | 6:06,25 | Polen Mirosław Ziętarski Mateusz Biskup | 6:07,87 |
| Leichtgewichts-Doppelzweier (LM2x)           | Irland Fintan McCarthy Paul O’Donovan | 6:37,28 | Italien Stefano Oppo Pietro Ruta | 6:39,71 | Deutschland Jonathan Rommelmann Jason Osborne | 6:41,07 |
| Doppelvierer (M4x)                           | Niederlande Dirk Uittenbogaard Abe Wiersma Tone Wieten Koen Metsemakers                                                                                                | 5:51,75 | Polen Dominik Czaja Wiktor Chabel Szymon Pośnik Fabian Barański                                                                                        | 5:55,59 | Italien Filippo Mondelli Andrea Panizza Luca Rambaldi Giacomo Gentili                                                                                              | 5:56,11 |
| Leichtgewichts-Doppelvierer (LM4x)           | Volksrepublik China Zhang Zhiyuan Chen Sensen Lyu Fanpu Zeng Tao | 5:53,63 | Italien Lorenzo Fontana Alfonso Scalzone Catello Amarante Gabriel Soares                                                                               | 5:55,01 | Niederlande Damion Eigenberg David Kampman Ward van Zeijl Bart Lukkes                                                                                              | 5:56,06 |
| Zweier ohne Steuermann (M2-)                 | Kroatien Martin Sinković Valent Sinković | 6:42,28 | Neuseeland Thomas Murray Michael Brake | 6:45,47 | Australien Sam Hardy Joshua Hicks | 6:51,81 |
| Leichtgewichts-Zweier ohne Steuermann (LM2-) | Italien Giuseppe Di Mare Raffaele Serio | 6:37,75 | Russland Nikita Bolosin Maxim Telizyn | 6:42,07 | Brasilien Vangelys Reinke Pereira Emanuel Dantas Borges | 6:45,28 |
| Vierer ohne Steuermann (M4-)                 | Polen Mateusz Wilangowski Mikołaj Burda Marcin Brzeziński Michał Szpakowski                                                                                            | 6:09,86 | Rumänien Mihăiță-Vasile Țigănescu Mugurel Vasile Semciuc Ștefan-Constantin Berariu Cosmin Pascari                                                      | 6:11,41 | Vereinigtes Königreich Matthew Rossiter Oliver Cook Rory Gibbs Sholto Carnegie                                                                                     | 6:11,71 |
| Achter (M8+)                                 | Deutschland Johannes Weißenfeld Laurits Follert Christopher Reinhardt Torben Johannesen Jakob Schneider Malte Jakschik Richard Schmidt Hannes Ocik Martin Sauer (Stm.) | 5:19,41 | Niederlande Bjorn van den Ende Ruben Knab Jasper Tissen Simon van Dorp Maarten Hurkmans Bram Schwarz Mechiel Versluis Robert Lücken Aranka Kops (Stf.) | 5:19,96 | Vereinigtes Königreich Thomas George James Rudkin Josh Bugajski Mohamed Sbihi Jacob Dawson Oliver Wynne-Griffith Matthew Tarrant Thomas Ford Henry Fieldman (Stm.) | 5:22,35 |

### Frauen
| Bootsklasse                                  | Gold | Gold    | Silber | Silber  | Bronze | Bronze  |
| -------------------------------------------- | --- | ------- | --- | ------- | --- | ------- |
| Einer (W1x)                                  | Irland Sanita Pušpure | 7:17,14 | Neuseeland Emma Twigg | 7:20,56 | Vereinigte Staaten Kara Kohler | 7:22,21 |
| Leichtgewichts-Einer (LW1x)                  | Deutschland Marie-Louise Dräger | 7:43,98 | Japan Chiaki Tomita | 7:47,28 | Großbritannien Madeleine Arlett | 7:49,82 |
| Doppelzweier (W2x)                           | Neuseeland Brooke Donoghue Olivia Loe | 6:47,17 | Rumänien Nicoleta-Ancuța Bodnar Simona Geanina Radiș                                                                                                 | 6:48,55 | Niederlande Roos de Jong Lisa Scheenaard | 6:49,22 |
| Leichtgewichts-Doppelzweier (LW2x)           | Neuseeland Zoe McBride Jackie Kiddle | 7:15,32 | Niederlande Marieke Keijser Ilse Paulis | 7:19,51 | Großbritannien Emily Craig Imogen Grant | 7:21,38 |
| Doppelvierer (W4x)                           | Volksrepublik China Chen Yunxia Zhang Ling Lyu Yang Cui Xiaotong                                                                                | 6:34,65 | Polen Agnieszka Kobus-Zawojska Marta Wieliczko Maria Springwald Katarzyna Zillmann                                                                   | 6:36,59 | Niederlande Olivia van Rooijen Inge Janssen Sophie Souwer Nicole Beukers                                                                                 | 6:36,62 |
| Leichtgewichts-Doppelvierer (LW4x)           | Italien Giulia Mignemi Greta Martinelli Silvia Crosio Arianna Noseda                                                                            | 6:34,00 | Volksrepublik China Cheng Mengyin Wu Qiang Chen Fang Yuan Xiaoyu                                                                                     | 6:36,31 | Deutschland Ronja Fini Sturm Vera Spanke Leonie Pieper Leonie Pless                                                                                      | 6:37,72 |
| Zweier ohne Steuerfrau (W2-)                 | Neuseeland Grace Prendergast Kerri Gowler | 7:21,35 | Australien Jessica Morrison Annabelle McIntyre | 7:23,62 | Kanada Caileigh Filmer Hillary Janssens | 7:26,52 |
| Leichtgewichts-Zweier ohne Steuerfrau (LW2-) | Vereinigte Staaten Margaret Bertasi Cara Stawicki                                                                                               | 7:32,64 | Italien Sofia Tanghetti Maria Ludovica Costa | 7:34,20 | Deutschland Janika Kölblin Marie-Christine Gerhardt | 7:37,72 |
| Vierer ohne Steuerfrau (W4-)                 | Australien Olympia Aldersey Katrina Werry Sarah Hawe Lucy Stephan                                                                               | 6:43,45 | Niederlande Ellen Hogerwerf Karolien Florijn Ymkje Clevering Veronique Meester                                                                       | 6:45,55 | Dänemark Ida Jacobsen Frida Sanggaard Nielsen Hedvig Lærke Rasmussen Christina Johansen                                                                  | 6:47,84 |
| Achter (W8+)                                 | Neuseeland Ella Greenslade Emma Dyke Lucy Spoors Kelsey Bevan Grace Prendergast Kerri Gowler Elizabeth Ross Jackie Gowler Caleb Shepherd (Stm.) | 5:56,91 | Australien Leah Saunders Jacinta Edmunds Bronwyn Cox Georgina Rowe Rosemary Popa Annabelle McIntyre Jessica Morrison Molly Goodman James Rook (Stm.) | 5:59,63 | Vereinigte Staaten Felice Mueller Kristine O’Brien Meghan Musnicki Dana Moffat Olivia Coffey Emily Regan Gia Doonan Erin Reelick Katelin Guregian (Stf.) | 6:01,93 |

### Para-Rudern
| Bootsklasse                                 | Gold | Gold     | Silber                                                                                              | Silber   | Bronze                                                                                       | Bronze                  |
| ------------------------------------------- | --- | -------- | --------------------------------------------------------------------------------------------------- | -------- | -------------------------------------------------------------------------------------------- | ----------------------- |
| PR1-Einer (PR1 M1x)                         | Ukraine Roman Poljanskyj                                                                                        | 9:12,99  | Russland Alexei Tschuwaschew                                                                        | 9:19,43  | Australien Erik Horrie                                                                       | 9:23,86                 |
| PR1-Einer (PR1 W1x)                         | Norwegen Birgit Skarstein                                                                                       | 10:18,83 | Frankreich Nathalie Benoit                                                                          | 10:24,07 | Israel Moran Samuel                                                                          | 10:30,19                |
| PR2-Einer Männer (PR2 M1x)                  | Niederlande Corne de Koning                                                                                     | 8:42,78  | Kanada Jeremy Hall                                                                                  | 8:47,44  | Italien Daniele Stefanoni                                                                    | 9:11,55                 |
| PR2-Einer Frauen (PR2 W1x)                  | Australien Kathryn Ross                                                                                         | 9:37,30  | Niederlande Annika van der Meer                                                                     | 9:56,84  | Irland Katie O’Brien                                                                         | 10:01,64                |
| PR2-Doppelzweier Mixed (PR2 Mix2x)          | Vereinigtes Königreich Lauren Rowles Laurence Whiteley                                                          | 8:34,95  | Niederlande Annika van der Meer Corne de Koning                                                     | 8:37,78  | Frankreich Perle Bouge Christophe Lavigne                                                    | 9:02,60                 |
| PR3-Zweier ohne Steuermann (PR3 M2-)        | Kanada Kyle Fredrickson Andrew Todd                                                                             | 7:16,42  | Australien William Smith Jed Altschwager                                                            | 7:17,83  | Frankreich Jerome Hamelin Laurent Viala                                                      | 7:24,00                 |
| PR3-Zweier ohne Steuerfrau (PR3 W2-)        | Vereinigte Staaten Molly Moore Jaclyn Smith                                                                     | 8:06,51  | Italien Greta Muti Maryam Afgei                                                                     | 9:20,71  | nur zwei Boote am Start                                                                      | nur zwei Boote am Start |
| PR3-Doppelzweier Mixed (PR3 Mix2x)          | Russland Walentina Schagot Jewgeni Borissow                                                                     | 7:48,32  | Österreich Johanna Beyer David Erkinger                                                             | 8:01,12  | Vereinigte Staaten Joshua Boissoneau Pearl Outlaw                                            | 8:17,51                 |
| PR3-Vierer mit Steuerfrau/-mann (PR3 Mix4+) | Vereinigtes Königreich Ellen Buttrick Giedre Rakauskaite James C. Fox Oliver Stanhope Erin Wysocki-Jones (Stf.) | 7:09,54  | Vereinigte Staaten Alexandra Reilly Charley Nordin John Tanguay Danielle Hansen Karen Petrik (Stf.) | 7:21,61  | Italien Cristina Scazzosi Alessandro Brancato Lorenzo Bernard Greta Muti Lorena Fuina (Stf.) | 7:29,34                 |

## Medaillenspiegel
| Platz | Land                   | Gold  | Silber | Bronze | Gesamt |    |
| ----- | ---------------------- | ----- | ------ | ------ | ------ | -- |
| 1     | Neuseeland             | 4     | 2      |        | 6      |    |
| 2     | Italien                | 3     | 4      | 3      | 10     |    |
| 3     | Volksrepublik China    | 3     | 1      |        | 4      |    |
| 4     | Deutschland            | 3     |        | 3      | 6      |    |
| 5     | Niederlande            | 2     | 5      | 3      | 10     |    |
| 6     | Australien             | 2     | 3      | 3      | 8      |    |
| 7     | Vereinigte Staaten     | 2     | 1      | 3      | 6      |    |
| 8     | Irland                 | 2     | 1      | 1      | 4      |    |
| 9     | Vereinigtes Königreich | 2     |        | 4      | 6      |    |
| 10    | Polen                  | 1     | 2      | 1      | 4      |    |
| 11    | Russland               | 1     | 2      |        | 3      |    |
| 12    | Kanada                 | 1     | 1      | 1      | 3      |    |
| 13    | Norwegen               | 1     |        | 1      | 2      |    |
| 14    | Kroatien               | 1     |        |        | 1      |    |
| 14    | Ukraine                | 1     |        |        | 1      |    |
| 16    | Rumänien               |       | 2      |        | 2      |    |
| 17    | Frankreich             | 1     | 2      |        | 3      |    |
| 18    | Dänemark               |       | 1      | 1      | 2      |    |
| 19    | Österreich             |       | 1      |        | 1      |    |
| 19    | Ungarn                 |       | 1      |        | 1      |    |
| 19    | Japan                  |       | 1      |        | 1      |    |
| 22    | Brasilien              |       |        | 1      | 1      |    |
| 22    | Israel                 |       |        | 1      | 1      |    |
| 22    | Summe                  | Summe | 29     | 29     | 28     | 86 |